# Resolutie 1838 Veiligheidsraad Verenigde Naties

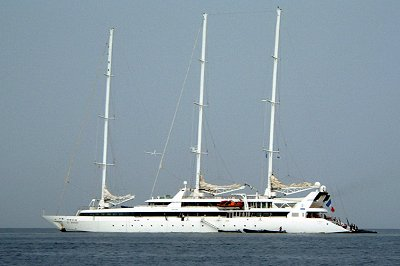
Het Franse luxejacht Le Ponant dat op 4 april 2008 gekaapt werd.

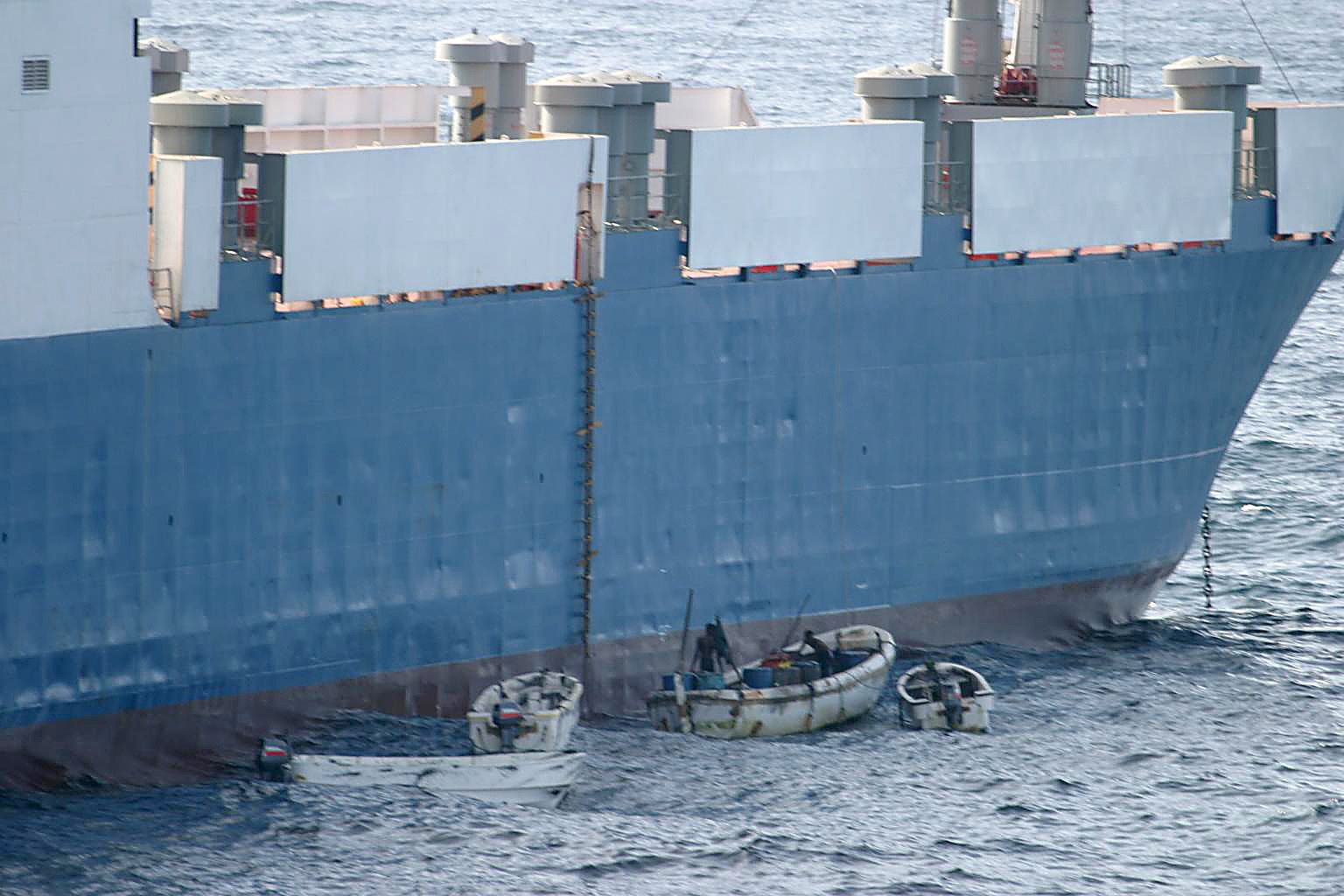
Motorboten van piraten langszij het vrachtschip MV Faina die op 25 september 2008 gekaapt werd.

Resolutie 1838 van de Veiligheidsraad van de Verenigde Naties werd door de VN-Veiligheidsraad goedgekeurd met unanimiteit van stemmen op 7 oktober 2008.

## Achtergrond
In Somalië is reeds sinds 1986 een burgeroorlog aan de gang en sinds 1991 heeft het land geen effectieve centrale regering meer gekend. Sindsdien is piraterij in de Golf van Aden een bedreiging van de internationale scheepvaart geworden. De multinationale marine-task force Combined Task Force 150 nam de strijd tegen de piraterij op zich.

## Inhoud
De Veiligheidsraad:
- Herinnert aan de resoluties 1814 en 1816.
- Is erg bezorgd om de recente proliferatie van piraterij en gewapende overval op zee voor de kust van Somalië en de hierdoor bedreigde levering van humanitaire goederen aan Somalië, veiligheid van de internationale scheepvaartroutes en visserij.
- Is ook bezorgd om het stijgende geweld met zwaardere wapens, uitrusting als moederschepen en meer verfijnde organisatie en aanvalsmethoden.
- Herbevestigt dat de internationale zeewetten van toepassing zijn in de strijd tegen de piraterij.
- Eert de bijdrage die sommige landen sinds november 2007 leverden om de zeekonvooien van het Wereldvoedselprogramma te beschermen, de coördinatie-eenheid die door de Europese Unie werd opgericht om de operaties van sommige lidstaten te ondersteunen en de plannen voor een Europese marine-operatie.
- Bemerkt dat volgens humanitaire rapporten tegen het jaareinde 3,5 miljoen Somaliërs afhankelijk zullen zijn van voedselhulp die bedrijven enkel willen leveren met een militaire escorte.
- Herbevestigt zijn respect voor de soevereiniteit, territoriale integriteit, onafhankelijkheid en eenheid van Somalië.
- Bemerkt de brief waarin de president van Somalië de Veiligheidsraad dankt voor zijn hulp en de wil uit om samen te werken met andere landen en regionale organisaties om de piraterij te bestrijden.
- Herinnert aan de ondertekening van een vredes- en verzoeningsverdrag in Djibouti en benadrukt de noodzaak van een uitgebreide permanente overeenkomst in Somalië.
- Herinnert er ook aan dat de partijen van het Verdrag van Djibouti de VN vroegen om een stabilisatiemacht.
- Benadrukt dat vrede, stabiliteit, een versterkte staatsinrichting, ontwikkeling en respect voor de mensenrechten en de wet noodzakelijk zijn om de piraterij uit te roeien.
- Bepaalt dat de piraterij de situatie in Somalië verergert, hetgeen een bedreiging voor de internationale vrede en -veiligheid blijft vormen.
- Handelend onder Hoofdstuk VII van het Handvest van de Verenigde Naties:

1. Herhaalt de veroordeling van en betreurt de piraterij.
2. Roept landen op om actief mee te vechten tegen de piraterij met marineschepen en militaire vliegtuigen.
3. Roept de landen die in het Somalische zee- en luchtruim opereren op de noodzakelijke middelen te gebruiken, in overeenstemming met de internationale wetten.
4. Dringt erop aan dat landen die dit kunnen samenwerken met de Somalische regering.
5. Dringt er ook op aan dat landen de zeekonvooien van het Wereldvoedselprogramma blijven beschermen.
6. Dringt er, zoals gevraagd door de IMO, op aan dat schepen advies en begeleiding krijgen wanneer ze aangevallen of bedreigd worden.
7. Roept landen en regionale organisaties op hun acties te coördineren.
8. Bevestigt dat deze resolutie enkel geldt in verband met de situatie in Somalië en geen internationaal gewoonterecht vastlegt.
9. Kijkt uit naar het rapport van de Secretaris-Generaal en wil de situatie blijven opvolgen, in het bijzonder inzake de vraag van de Somalische regering om de autoriteit vastgelegd in paragraaf °7 van resolutie 1816 te verlengen.
10. Beslist van de zaak op de hoogte te blijven.

## Verwante resoluties
- Resolutie 1816 Veiligheidsraad Verenigde Naties
- Resolutie 1831 Veiligheidsraad Verenigde Naties
- Resolutie 1844 Veiligheidsraad Verenigde Naties
- Resolutie 1846 Veiligheidsraad Verenigde Naties

Lijst ·  1795 ·  1796 ·  1797 ·  1798 ·  1799 ·  1800 ·  1801 ·  1802 ·  1803 ·  1804 ·  1805 ·  1806 ·  1807 ·  1808 ·  1809 ·  1810 ·  1811 ·  1812 ·  1813 ·  1814 ·  1815 ·  1816 ·  1817 ·  1818 ·  1819 ·  1820 ·  1821 ·  1822 ·  1823 ·  1824 ·  1825 ·  1826 ·  1827 ·  1828 ·  1829 ·  1830 ·  1831 ·  1832 ·  1833 ·  1834 ·  1835 ·  1836 ·  1837 ·  1838 ·  1839 ·  1840 ·  1841 ·  1842 ·  1843 ·  1844 ·  1845 ·  1846 ·  1847 ·  1848 ·  1849 ·  1850 ·  1851 ·  1852 ·  1853 ·  1854 ·  1855 ·  1856 ·  1857 ·  1858 ·  1859